# 吸光光度法
吸光光度法（きゅうこうこうどほう）とは、試料溶液に光をあて、その光が試料を反射する際の、対象となる物質による光の吸収の程度、すなわち吸光度を測定することにより、その物質の濃度を定量的に分析する方法である。吸光光度分析法（きゅうこうこうどぶんせきほう）とも呼ばれる。

## 原理
我々人間が白色光の下において光源でない物質の色を見るとき、その物質の色は、その物質が吸収した光の波長の色の補色である。例えば、赤い物体を見るとき、実際はその物体は赤色の補色である青緑色を吸収しているだけであって、その物体を青緑色の光の下で見れば、光は全て吸収されてしまうから、その物体は黒く見えることになる。
また、我々が純粋に見る液体の色は、その液体中の色素によるものであって、例えば何か赤い液体があれば、それは青緑色の波長の光を吸収する物質、すなわち赤い色素が液体中に存在することになる。さらに、その色素の溶液中の濃度が高ければ、その色はより濃く見える。赤色がより濃く見えるというのは、目に入ってくる光の波長のうち、補色である青緑色の波長の光がより少なくなるということである。
実際に、均質な媒質を通過する際の光の強度の減少は、ランベルト・ベールの法則によって定式化されている。まず、ランベルトの法則によれば、強さI0の入射光がこの試料中を距離l進んだときの透過光の強さ、すなわち媒質中の光路長lにおける透過光の強さIは、以下の式で表される。
{\displaystyle \log _{10}(I_{0}/I)=al\,}
aは媒質ごとに定まる比例定数で、特に吸光係数と呼ばれる。さらに、試料の濃度cが小さいとき、ベールの法則が成り立ち、aとcの間に次の関係が成り立つ。
{\displaystyle a={\epsilon }c\,}
εは試料の種類により、濃度にはよらない定数で、cの単位をモル濃度(mol·dm−3)、lの単位をセンチメートルとした時のεをモル吸光係数という。この式は、aは試料の濃度cと比例することを表している。ここで、光の吸収の程度である吸光度Aを、
{\displaystyle \log _{10}(I_{0}/I)=A\,}
という式で定めると、以上から、濃度の違う同じ種類の試料中で、同じ距離を通過した光の吸光度Aは、その試料の濃度cと比例することがわかる。
以上より、色を持つ物質は、何かしらの波長の光を吸収しているということだから、溶液中の発色する物質の濃度を測定するとき、その溶液に光を通過させた際の吸光度を測定すれば、濃度が分かるというのがこの測定法の原理である。ただし、これは人間の目から見た色を例にとっているだけであって、この吸収する光の波長が必ずしも可視領域である必要はない。

## 定量的な分析
以上の原理から、試料溶液中の対象となる物質の濃度を定量的に測定するには、まずその物質を何らかの形で発色する物質へと変換し(測定したい物質と変換後の色素の濃度が比例すれば、その色素の濃度を測定することで、間接的に目的の物質の濃度が分かる)、あらかじめ対象となる物質の吸収する波長のピーク付近の光のみを測定に用いてやる必要がある(例えば、白色光を用いて赤色の溶液を測定しても、その際通過する光のうち、青緑色の光以外は色素に全く吸収されずに通過してしまうから、光の強度と溶液中の赤い色素の濃度は純粋には比例しない)。同様に、その光が対象となる物質以外の物質に吸収されないようにする必要がある。
また、実験に用いるセル自体の光の反射や、光が溶液中で透過せずに散乱してしまうことなどにより、どうしても誤差が生じてしまう。実際の測定においては、このような影響は無視できないから、対象となる物質が含まれない溶液も同様に測定して、これを吸光度0として(I0をこの時の透過光の強さとして)比較する(対照実験)。あとはランベルト・ベールの法則による式を用いてそれを試料溶液と比較し、定量的に濃度を導き出すことができる。
しかし、実際には誤差の影響をできる限り減らすために、あらかじめ濃度既知の溶液を測定しておいて、吸光度と溶液の濃度の関係をプロットしたグラフ(これを検量線という)を作成しておき、これに試料の結果を当てはめる。さらに、上述のランベルト・ベールの法則は一般に希薄溶液でしか成り立たず、濃度が高くなるに従い、検量線はその定式から本来想定される直線ではなくなる。しかし、ランベルト・ベールの法則が成り立たずとも、濃度が高くなるにつれて吸光度が高くなるという関係が崩れず、ある濃度に対してある吸光度が定まるならば、そこには一対一対応の関係があるから、やはり吸光度から濃度を測定することができる。この濃度を定量的に知るためには、同様に既知の濃度の溶液を測定して濃度と吸光度の関係をグラフにしておき、それと濃度未知の試料の吸光度を比較してやればよい。